# Sagrestia Nuova
La Sagrestia Nuova è un ambiente della basilica di San Lorenzo di Firenze, tra i capolavori di Michelangelo come architetto e come scultore. Nata come pendant alla Sagrestia Vecchia di Brunelleschi e Donatello, oggi fa parte del complesso museale delle Cappelle Medicee.

La tomba di Lorenzo, duca d'Urbino

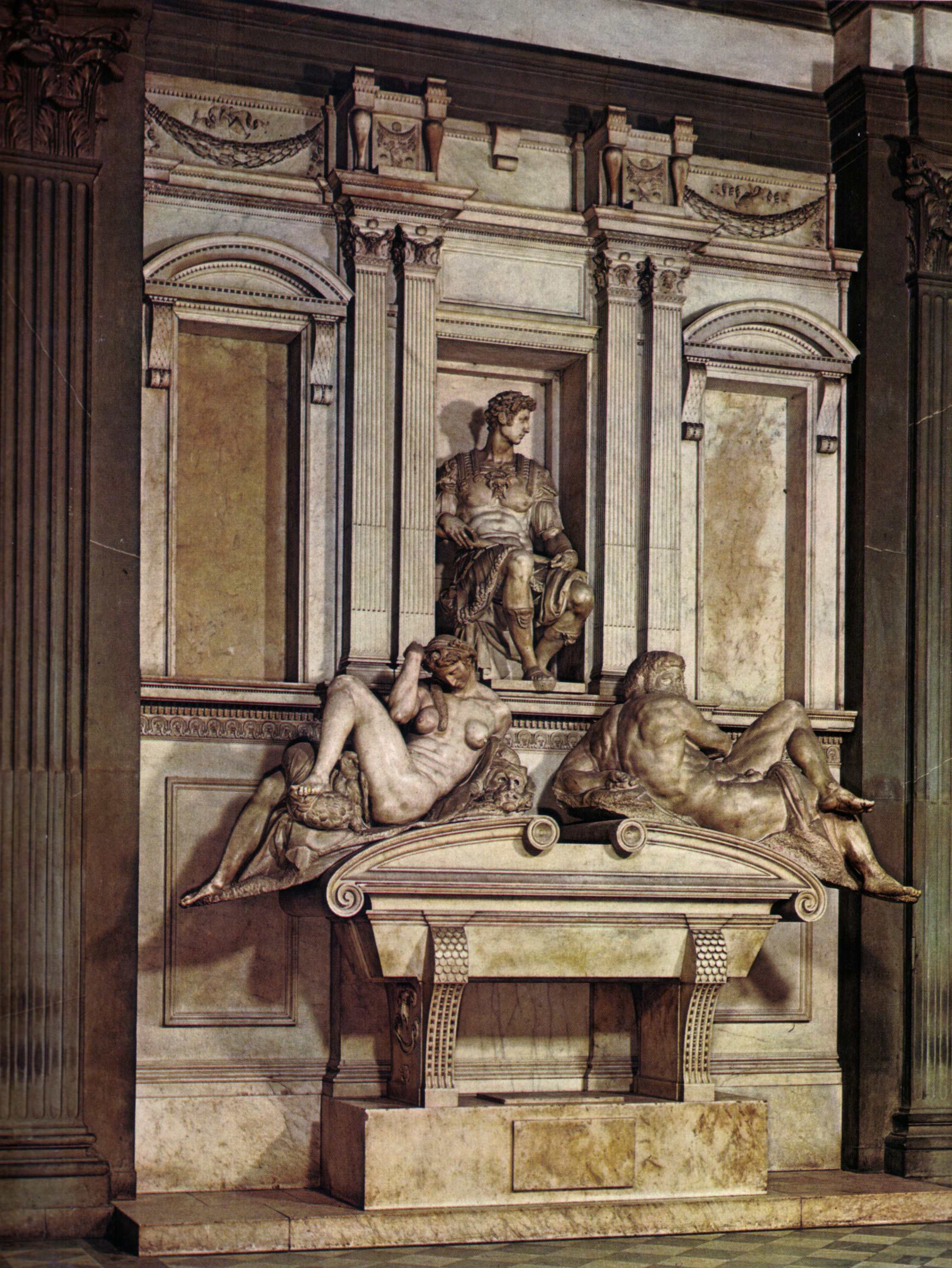
La tomba di Giuliano, duca di Nemours

## Storia

### Premesse
La morte dei due rampolli di casa Medici, Giuliano duca di Nemours (1516) e Lorenzo duca d'Urbino (1519), aveva profondamente amareggiato papa Leone X, rispettivamente fratello e zio dei due, che si era speso per la loro carriera riuscendo a far sì che ottenessero i primi titoli nobiliari che fregiavano la sua casata.
La nascita dell'esigenza di approntare per loro una sepoltura principesca, come suggerito anche dal cugino Giulio, cardinale e poi a sua volta papa Clemente VII dal 1523, fece insabbiare definitivamente il progetto michelangiolesco della facciata per San Lorenzo, impegnando l'artista in un nuovo progetto che riguardava la stessa basilica. La chiesa era infatti il luogo di sepoltura della famiglia Medici da un secolo, ma all'epoca non erano disponibili spazi in cui creare un nuovo complesso monumentale: la storica cappella di famiglia, la Sagrestia Vecchia, di Brunelleschi e Donatello, era un insieme di sobrio e misurato equilibrio, in cui non potevano essere aggiunte altre decorazioni senza compromettere l'insieme; la cripta, dove si trovano alcuni esponenti familiari, non era all'altezza dei desideri di fasto e celebrazione dei committenti. Nemmeno per Lorenzo il Magnifico e suo fratello Giuliano era stata ancora predisposta una degna sepoltura, per cui dovette apparire naturale la necessità di realizzare un nuovo ambiente, in cui sistemare le spoglie dei due "duchi" (o "capitani") e i due "magnifici".

### Progettazione
Per la realizzazione venne scelto Michelangelo, reduce dall'impasse sul progetto della facciata, il cui contratto venne definitivamente rescisso nel marzo del 1520. Non si conosce il documento esatto di allogazione, ma da altri documenti e lettere si evince che già da quell'anno, proprio da marzo, i lavori per una nuova cappella erano stati avviati.
Venne pensato un ambiente indipendente, simmetrico e analogo nelle proporzioni alla sagrestia brunelleschiana, all'incrocio fra il transetto e il capocroce sul lato nord. La pianta scelta era del tutto analoga al modello: a base quadrata con una scarsella sul lato ovest in rapporto di 1/3, e due vani di servizio ai lati della scarsella, il tutto coperto da cupola con lanterna.
In fase progettuale Michelangelo pensò a varie soluzioni, prima di scegliere la versione messa in opera. Il nocciolo della questione era come disporre i quattro sepolcri in rapporto allo spazio disponibile, all'altare e all'ingresso. La prima idea prevedeva tombe poste agli angoli addossate alle pareti (marzo 1520), ma già il 23 ottobre dello stesso anno Michelangelo presentava al cardinale Giulio un progetto con un'edicola al centro contenente le tombe, che riprendeva l'idea iniziale per la tomba di Giulio II; l'idea non dispiacque al committente, che, nonostante qualche dubbio circa le proporzioni tra l'edicola e il vano della cappella, lasciò piena libertà all'artista, chiedendogli comunque un disegno esplicativo. Questo venne fornito il 21 dicembre e, rinnovati i dubbi sullo spazio, il cardinale propose un arco quadrifronte al centro: l'edicola infatti era stata inizialmente pensata da Michelangelo lunga due braccia, forse troppo poco per contenere i sepolcri, poi quattro braccia, troppo ampia rispetto allo spazio disponibile.
L'artista abbandonò quindi lo schema delle tombe al centro, optando per la loro disposizione addosso alle pareti e studiando varianti con sepolture singole o doppie, fino ad arrivare a un progetto definito con tombe singole per i duchi nelle pareti laterali e doppie per i magnifici sulla parete opposta all'altare. Solo quelle dei duchi vennero alla fine completate: nel 1521 morì papa Leone e i lavori si interruppero.

### Seconda fase
Con l'elezione al soglio di Clemente VII, nel 1523, nel dicembre di quell'anno l'artista tornò ai lavori di San Lorenzo. Si pensò di accogliere in Sagrestia anche le tombe di papa Leone e, a suo tempo, di Clemente VII, ma presto l'idea venne abbandonata propendendo piuttosto per il coro di San Lorenzo. Alla fine però entrambi vennero sepolti a Santa Maria sopra Minerva a Roma.
Nella primavera del 1524 Michelangelo era al lavoro sui modelli in terra per le sculture e in autunno arrivarono i marmi da Carrara. Tra il 1525 e il 1527 dovevano essere state completate almeno quattro statue (tra cui la Notte e l'Aurora) e altre quattro erano già definite coi modelli.
Nel 1526 venne murata la prima tomba, quella di Lorenzo e il 17 giugno l'artista inviò una lettera a Roma in cui scrisse: «Io lavoro al più che io posso, e in fra quindici dì farò cominciare l'altro capitano, poi mi resterà, di cose d'importanza, solo e' quattro Fiumi. Le quattro figure in su' cassoni, le quattro figure in terra, che sono è Fiumi, e due capitani e la Nostra Donna che va nella sepoltura di testa, sono le figure che io vorrei fare di mia mano: e di queste n'è incominciate sei, e bastami l'animo di farle in tempo conveniente e parte far ancora l'altre che non importano tanto».
Si capisce quindi che oltre alle sculture effettivamente esistenti, erano previste anche quattro allegorie fluviali (i fiumi dell'Ade, o forse i fiumi sotto il dominio mediceo) distese ai piedi delle tombe, delle quali resta solo il modello del Dio fluviale a Casa Buonarroti.

### Interruzione e ripresa dei lavori
Con il duro colpo incassato da papa Clemente durante il sacco di Roma (1527), la città di Firenze si ribellò al dominio mediceo, cacciando il poco amato duca Alessandro. Michelangelo, nonostante fosse legato ai Medici da rapporti lavorativi fin dalla sua gioventù, si schierò platealmente con la fazione repubblicana, partecipando attivamente, come responsabile alle fortificazioni, alle misure di difesa contro l'assedio del 1529-1530. Sconfitti i fiorentini, Michelangelo fuggì dalla città, ma venne dichiarato ribelle e si presentò spontaneamente per evitare misure punitive più gravi. Il perdono di Clemente VII non si fece attendere, a patto che l'artista riprendesse immediatamente i lavori a San Lorenzo dove, oltre alla Sagrestia, si era aggiunto cinque anni prima il progetto di una monumentale biblioteca. È chiaro come il papa fosse mosso, più che dalla pietà verso l'uomo, dalla consapevolezza di non poter rinunciare all'unico artista capace di dare forma ai sogni di gloria della sua dinastia, nonostante la sua indole ingrata e pronta al tradimento.
Nell'aprile del 1531 ripresero dunque i lavori alla Sagrestia ed entro l'estate dovettero essere completate altre due statue e avviata una terza. Si sa poi che il ritratto di Lorenzo venne eseguito tra il 1531 e il 1534, mentre quello di Giuliano nel 1533 veniva dato a Giovanni Angelo Montorsoli per le rifiniture. In quello stesso periodo l'artista preparava due statue allegoriche, il Cielo e la Terra, che avrebbero dovuto essere scolpite dal Tribolo e poste nelle nicchie ai lati della tomba di Giuliano, rimaste però vuote: altre due evidentemente dovevano essere previste per la tomba di Lorenzo. Nel frattempo, tra il 1532 e il 1533, su progetto di Michelangelo che aveva inviato schemi già nel 1526 da Roma, Giovanni da Udine lavorò a stucchi e decorazioni nella cupola di cui non rimane traccia, dopo gli interventi settecenteschi promossi da Anna Maria Luisa de' Medici che ricoprirono la cupola di solo stucco bianco come ci appare oggi.
Mentre i lavori fiorentini procedevano ormai sempre più stancamente (in quegli stessi anni Michelangelo lavorava anche, oltre che alla Biblioteca, alla tomba di Giulio II, per la quale stava approntando i Prigioni) l'artista, non felice del clima politico cittadino, colse l'occasione di nuovi incarichi a Roma e lasciò Firenze, nel 1534, non mettendovi mai più piede. Nonostante mancasse da sistemare un'intera parete con le tombe dei "Magnifici" e dovessero essere ancora create le divinità fluviali, le statue, gli stucchi e gli affreschi di corredo previsti dal contratto, la Sagrestia venne considerata opera conclusa.
Le statue dei Santi Cosma e Damiano, protettori dei Medici, furono scolpite sul modello del Buonarroti rispettivamente dal Montorsoli e da Raffaello da Montelupo. Solo nel 1559, per iniziativa di Cosimo I de' Medici, venne sistemata la cappella su progetto del Vasari, (la cancellazione degli affreschi e degli stucchi realizzati da Giovanni da Udine nella volta non è però opera di Vasari bensì di Maria Luisa de' Medici, intorno al 1740-1741): l'ambiente assunse così il suo aspetto definitivo.

## Descrizione

### Architettura
Nata in mezzo ad avvenimenti tanto tumultuosi, la Sagrestia Nuova è un'opera molto innovativa. Partendo dalla stessa pianta della Sagrestia di Brunelleschi, Michelangelo divise lo spazio in forme più complesse, trattando le pareti con piani a livelli diversi in piena libertà. Su di esse ritagliò elementi classici come archi, pilastri, balaustre e cornici, ora in marmo e ora in pietra serena, disposti però in figure e schemi completamente nuovi.
Le pareti si basano su una tripartizione da parte di pilastri in pietra serena in ordine gigante. Agli angoli si dispongono otto porte di eguale disegno, ora vere ora false: le cornici sono sormontate da un'edicola appoggiata su mensola retta da volute, che coincide con l'architrave; sono coronate da timpani circolari poggianti su pilastrini ravvicinati verso l'interno. In ciascuna edicola si apre un doppio riquadro, la cui linea superiore sfiora il timpano, creando un vivace gioco di linee. All'interno, al posto delle statue o dei rilievi bronzei forse previsti nel progetto originale, si trovano festoni a rilievo e una patera.
Al centro di questi elementi laterali che ricorrono in tutte le pareti si trovano la scarsella, nel lato dell'altare, l'incompiuta tomba dei "Magnifici" e le due tombe dei "Duchi" nelle pareti laterali. Queste ultime, sopra le semplici specchiature profilate nella metà inferiore, presentano una tripartizione interna nella fascia mediana, in cui si vedono la nicchia rettangolare con la statua del defunto al centro e ai lati, spartite da pilastri binati in marmo, due nicchie con timpano arcuato su mensole appoggiate sulla cornice, che riprendono, semplificandolo, il disegno delle nicchie sopra i portali. Le tombe si inseriscono dunque nelle pareti interagendo con l'architettura, anziché semplicemente appoggiandovisi. Più in alto la trabeazione inferiore, presente solo nei lati delle tombe, mostra festoni a rilievo sopra i timpani, balaustrini su cui si pronuncia aggettando la cornice sopra i pilastri, e al centro una fascia piana movimentata da una voluta centrale, citando gli archi romani. Sopra corre lungo tutto il perimetro dello spazio la trabeazione in pietra serena, su cui corre un fregio liscio bianco e una seconda cornice modanata in pietra. Su di essa impostano l'arco centrale della parete, ampio un terzo della superficie, e pilastrini in pietra serena che ancora tripartiscono lo spazio. Sopra l'arco alcuni vani rientranti creano un raffinato gioco di luce; ai lati di questa fascia, in asse coi portali, si trovano le finestre in pietra, con uno sviluppato timpano triangolare, creanti l'effetto di rastremazione e quindi di accelerazione verso l'alto.
Ciò ha il culmine nella cupola cassettonata, che ricorda il monumento funebre per eccellenza, il Pantheon di Roma. In questo lavoro molti vedono un'anticipazione della cupola di San Pietro che fu progettata dal Buonarroti in tarda età, 30 anni dopo la Sacrestia.
La sfera della lanterna di forma poligonale e ravvivata da mascheroni, è del Piloto, probabilmente su disegno di Michelangelo stesso.

### Sculture

Sculture sulla tomba di Lorenzo

Sculture sulla tomba di Giuliano

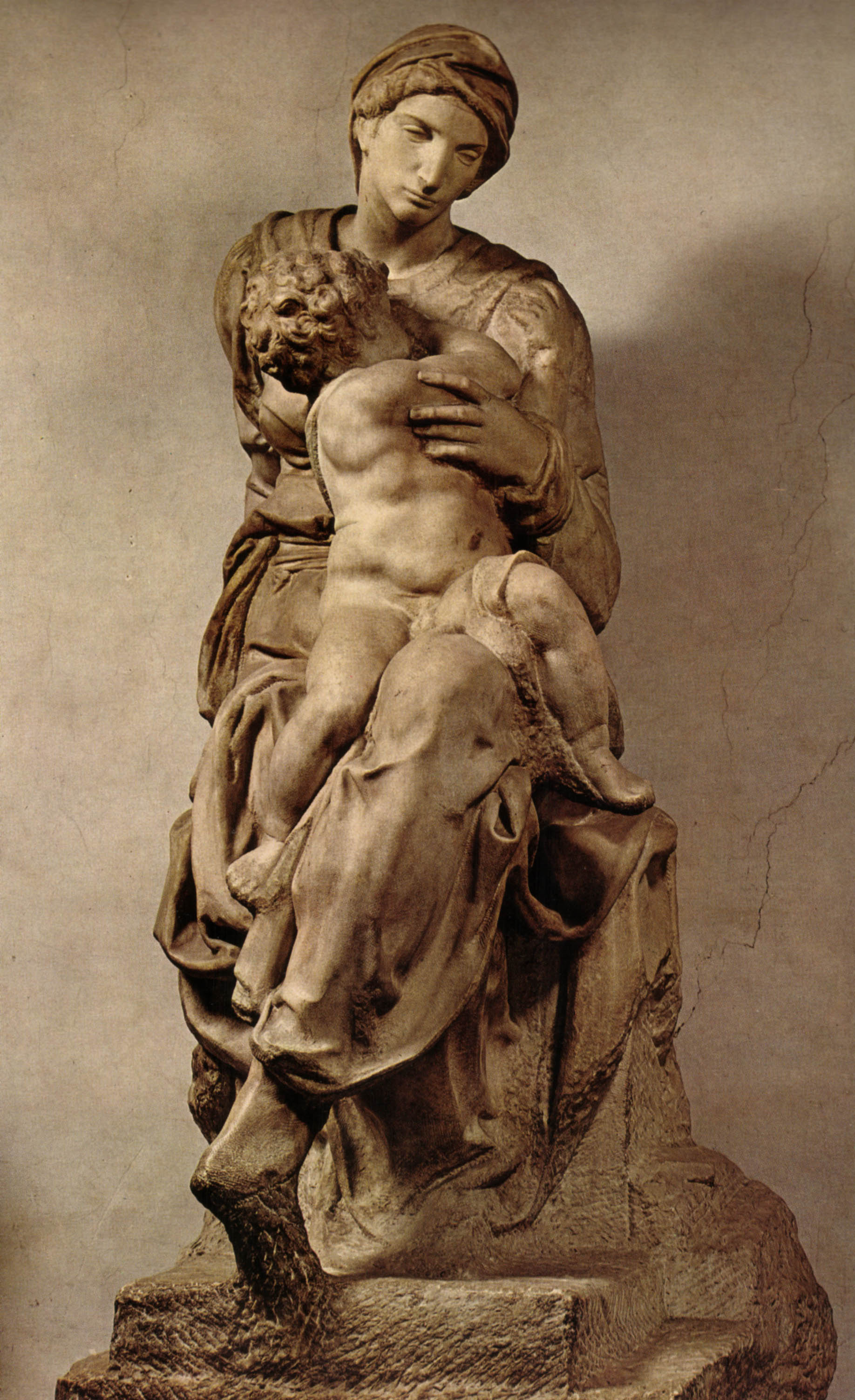
Madonna Medici

Il tema dell'intera cappella, come riporta il Condivi, è "il Tempo che consuma il Tutto", una profonda riflessione quindi sulla vita dell'uomo e sull'eternità.
Incassati nelle due pareti laterali si trovano i sepolcri monumentali dedicati a Giuliano duca di Nemours e a Lorenzo duca d'Urbino. Inizialmente dovevano essere scolpite fino a cinque sculture per tomba, ma poi si ridussero a tre. Per i monumenti funebri posti ai due lati della cappella Michelangelo creò le Allegorie del Tempo, che simboleggiano il trionfo della famiglia dei Medici sul trascorrere del tempo. Le quattro Allegorie sono adagiate sopra i sepolcri, ai piedi dei duchi. La linea ellittica sulla quale si appoggiano è un'invenzione michelangiolesca che anticipa le curve del barocco, come nello scalone della Biblioteca Medicea Laurenziana. Per la tomba di Giuliano de' Medici scelse il Giorno e la Notte; per quella di Lorenzo il Crepuscolo e l'Aurora. Anche i quattro Fiumi, mai realizzati, dovevano richiamare lo scorrere permanente e inarrestabile del tempo.
Tutte le Allegorie sono caratterizzate da allungamenti e torsioni, e figurano "non-finite" in alcune parti. Sono particolarmente belle la posizione emblematica del Giorno, girato di schiena che mostra solo l'espressione misteriosa degli occhi in un volto appena sbozzato, oppure il corpo della Notte che rappresenta perfettamente l'abbandono durante il sonno. Nel Rinascimento, in particolare negli ambienti influenzati dal neoplatonismo fiorentino (Marsilio Ficino), la Notte ritrova i suoi attributi di Madre primordiale e viene associata alla figura di Leda. La posizione della dea, con il capo reclinato, esprime la parentela della Notte con il temperamento melanconico. La civetta e i papaveri sono simboli della Morte e del Sonno, i due gemelli figli della Notte. Secondo le dottrine dell'orfismo e del pitagorismo, Leda e la Notte sono la personificazione di una duplice teoria della morte, secondo cui gioia e dolore coincidono. L'Aurora poi sembra colta nell'atto di svegliarsi e di accorgersi, con dolore, che gli occhi di Lorenzo sono chiusi per sempre.
Le figure femminili, come accade anche negli affreschi delle volte della Cappella Sistina a Roma, hanno tratti mascolini, come le spalle grandi o i fianchi muscolosi: il corpo maschile in movimento è infatti il soggetto ricorrente di tutta la produzione di Michelangelo, anche quando si tratta di raffigurare delle donne.
Per quanto riguarda i ritratti dei duchi Michelangelo li scolpì seduti in due nicchie sopra i rispettivi sepolcri, uno di fronte all'altro, vestiti entrambi come condottieri romani. Queste sculture, curate nei minimi dettagli, sono idealizzate e non riproducono le fattezze reali, ma hanno comunque un forte carattere psicologico (Giuliano seduto in fiera postura con il bastone del comando è più altero e deciso, mentre Lorenzo, in posa pensierosa, è più malinconico e meditativo). Una tradizione popolare racconta che qualcuno mosse critiche circa la poca somiglianza del ritratto con le vere fattezze di Giuliano, Michelangelo, conscio che la sua opera si sarebbe tramandata nei tempi, rispose che di lì a dieci secoli nessuno se ne sarebbe potuto accorgere. Giuliano impersona la vita attiva, una delle due strade che conducono a Dio. Il suo scettro allude al potere regale, caratteristica dei nati sotto il segno di Giove. Le monete sono un simbolo di magnanimità e indicano come l'uomo attivo ami "spendere" se stesso nell'azione. Lorenzo, conosciuto con l'appellativo "pensoso", rappresenta l'attitudine contemplativa. Il volto in ombra richiama la facies nigra di Saturno, protettore dei melanconici. L'indice sulla bocca ricalca il motivo saturnino del silenzio. Il braccio reclinato è un topos iconografico dell'umore melanconico. Lo scrigno chiuso e poggiato su una gamba è un'allusione alla parsimonia, qualità tipica dei temperamenti saturnini.
Entrambe le statue guardano verso la parete della cappella dove Michelangelo realizzò e pose una Madonna col Bambino. Volgendo il loro sguardo alla rappresentazione sacra i duchi esprimono le inclinazioni religiose dell'artista, secondo il quale, quando le glorie terrene passano, solo la spiritualità e la religione riescono a dare sollievo alle inquietudini degli uomini. Accanto alla Madonna sono presenti i due santi protettori della famiglia Medici, i Santi Cosma e Damiano: a destra Cosma, eseguito dal Montorsoli (1537) e a sinistra Damiano, di Raffaello da Montelupo (1531).
Le tre statue furono poi collocate dal Vasari sopra una semplice cassa marmorea nella quale sono sepolti Lorenzo il Magnifico e suo fratello Giuliano de' Medici, per i quali non ci fu mai il tempo per costruire una sepoltura monumentale.

#### Elenco
- Madonna Medici di Michelangelo (1521-1534)
- San Cosma di Giovanni Angelo Montorsoli su disegno di Michelangelo (1533-1534)
- San Damiano di Raffaello da Montelupo su disegno di Michelangelo (1533-1534)
- Tomba di Lorenzo de' Medici duca di Urbino
  - Ritratto di Lorenzo de' Medici duca di Urbino di Michelangelo (1525 circa)
  - Aurora di Michelangelo (1524-1527)
  - Crepuscolo di Michelangelo (1524-1531)
- Tomba di Giuliano de' Medici duca di Nemours
  - Ritratto di Giuliano de' Medici duca di Nemours di Michelangelo (1526-1534)
  - Notte di Michelangelo (1526-1531)
  - Giorno di Michelangelo (1526-1531)
- Candeliere d'altare (destro) con motivi zoomorfi, di Silvio Cosini su disegno di Michelangelo (1525-1547 circa)
- Candeliere d'altare (sinistro) con motivi zoomorfi, di Girolamo Ticciati su disegno di Michelangelo (XVIII secolo)
- Crocifisso bronzeo d'altare attr. al Giambologna (1550-1600 ca.)

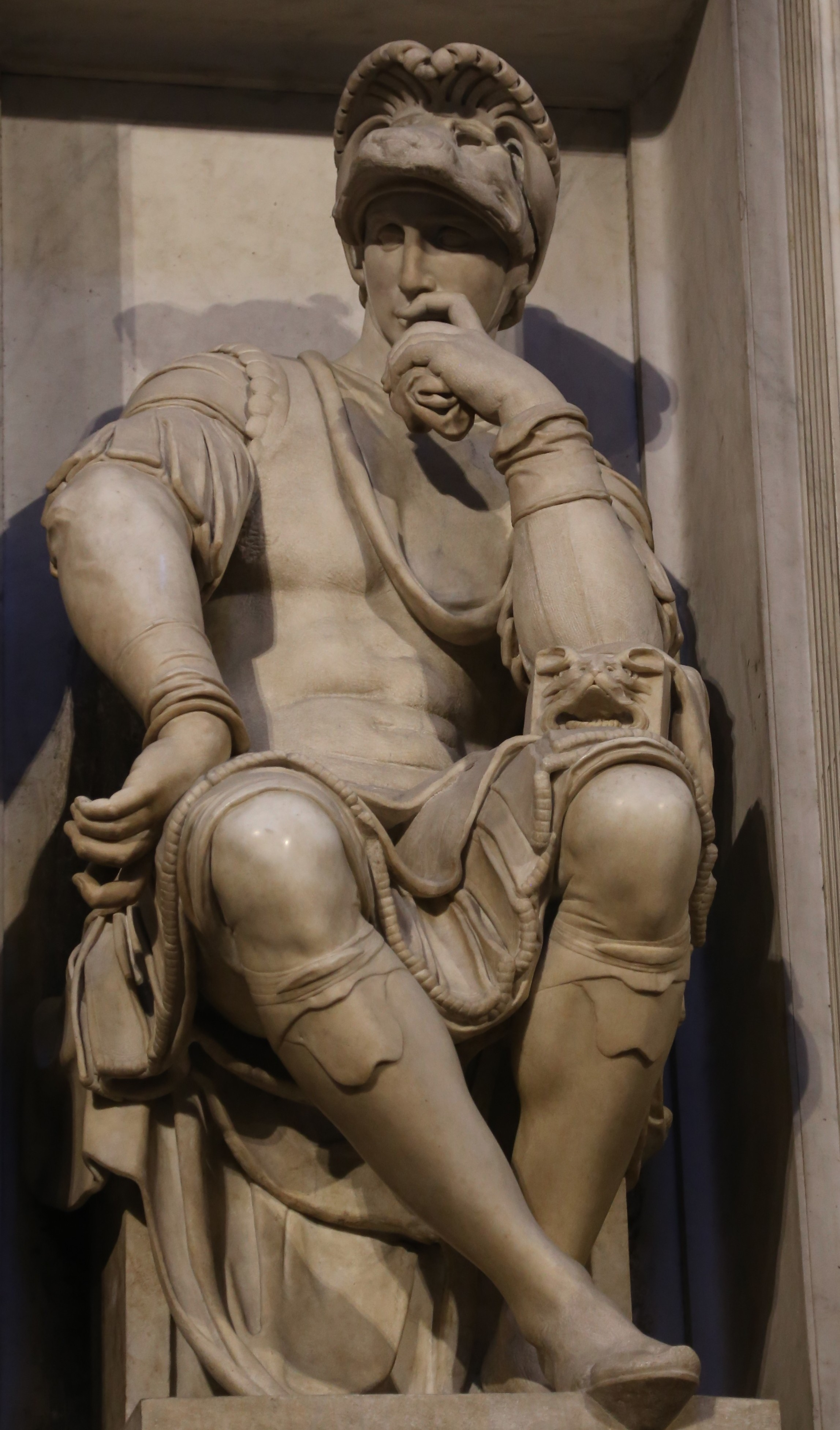
Ritratto di Lorenzo de' Medici duca di Urbino
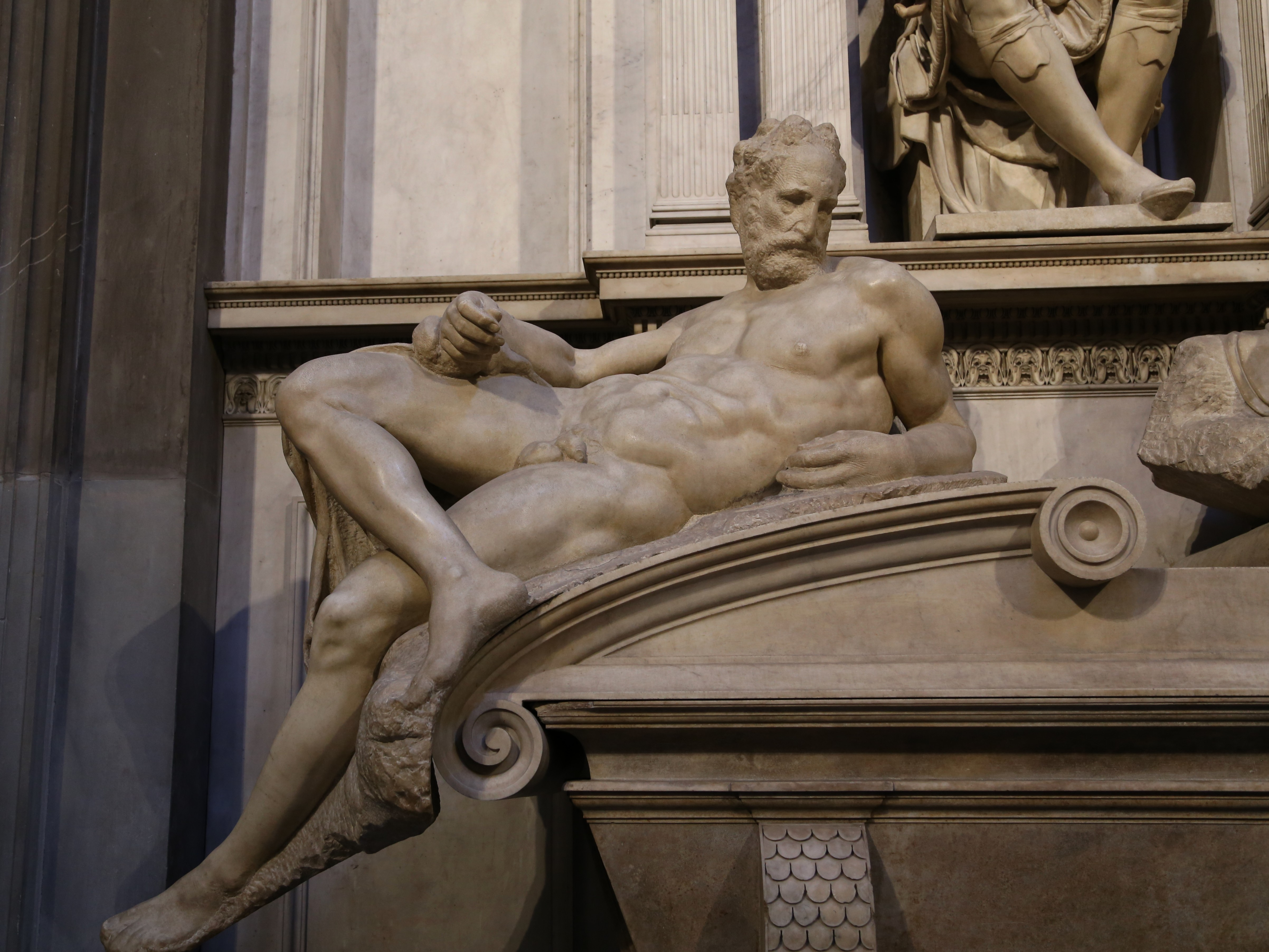
Crepuscolo
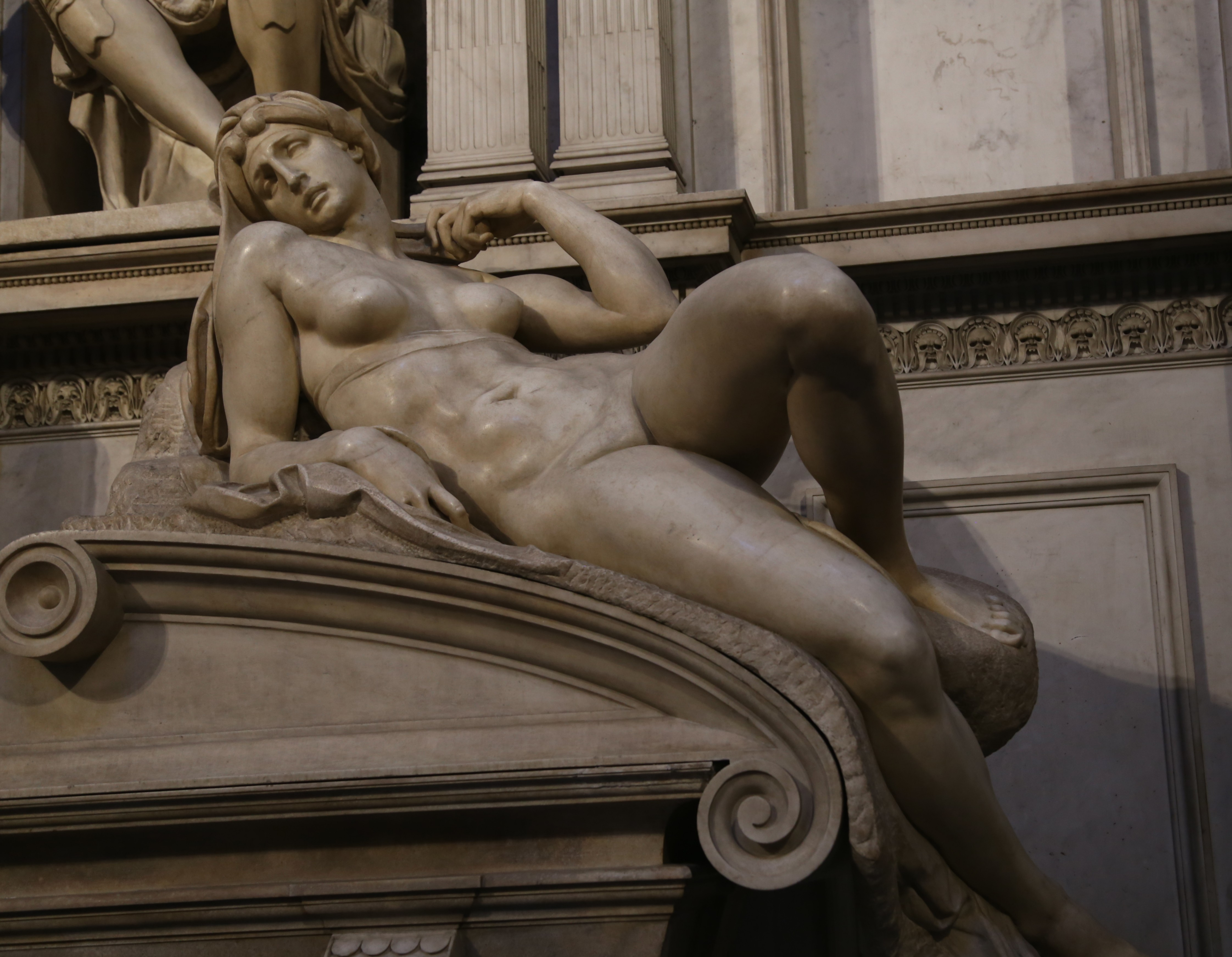
Aurora
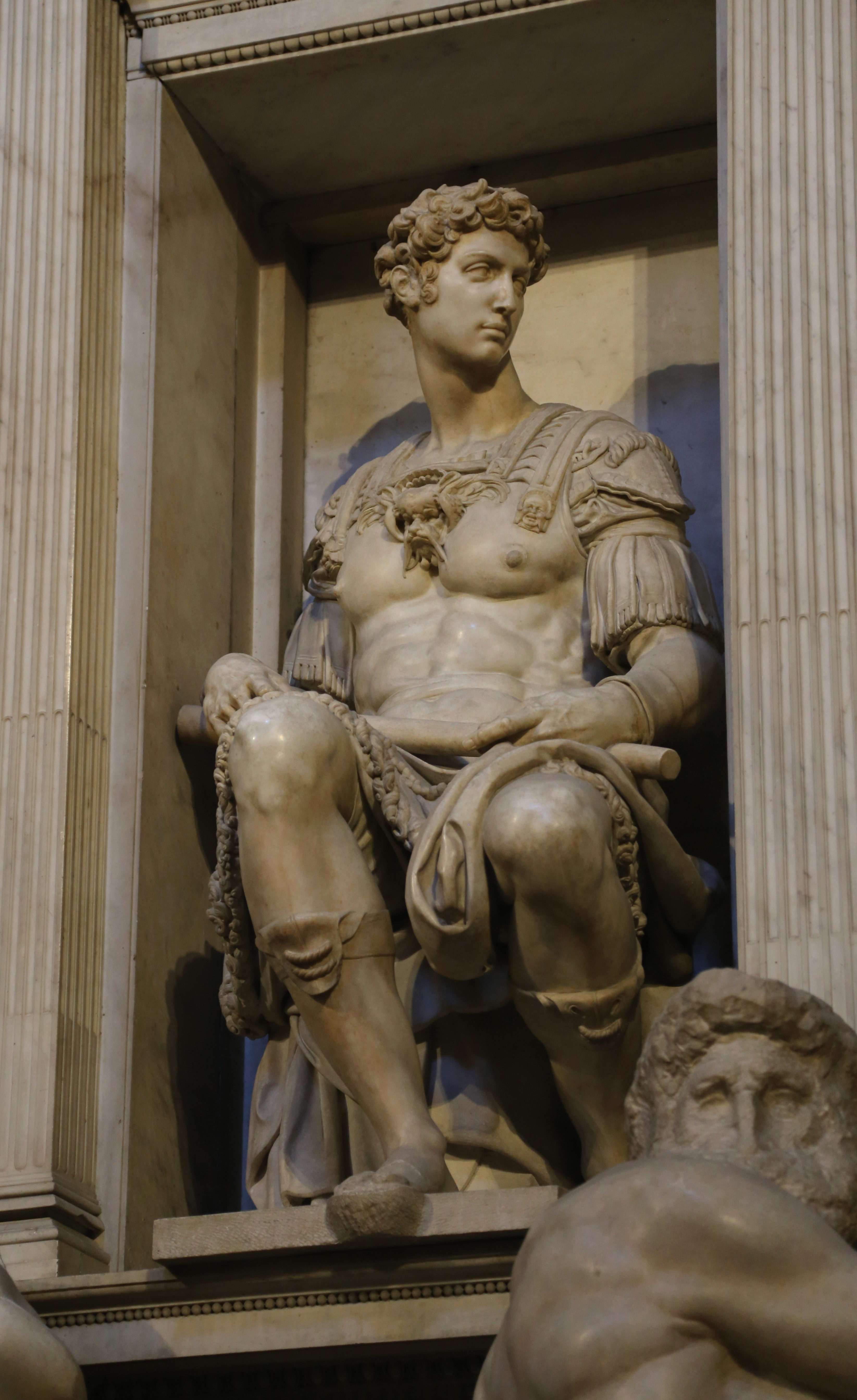
Ritratto di Giuliano de' Medici duca di Nemours
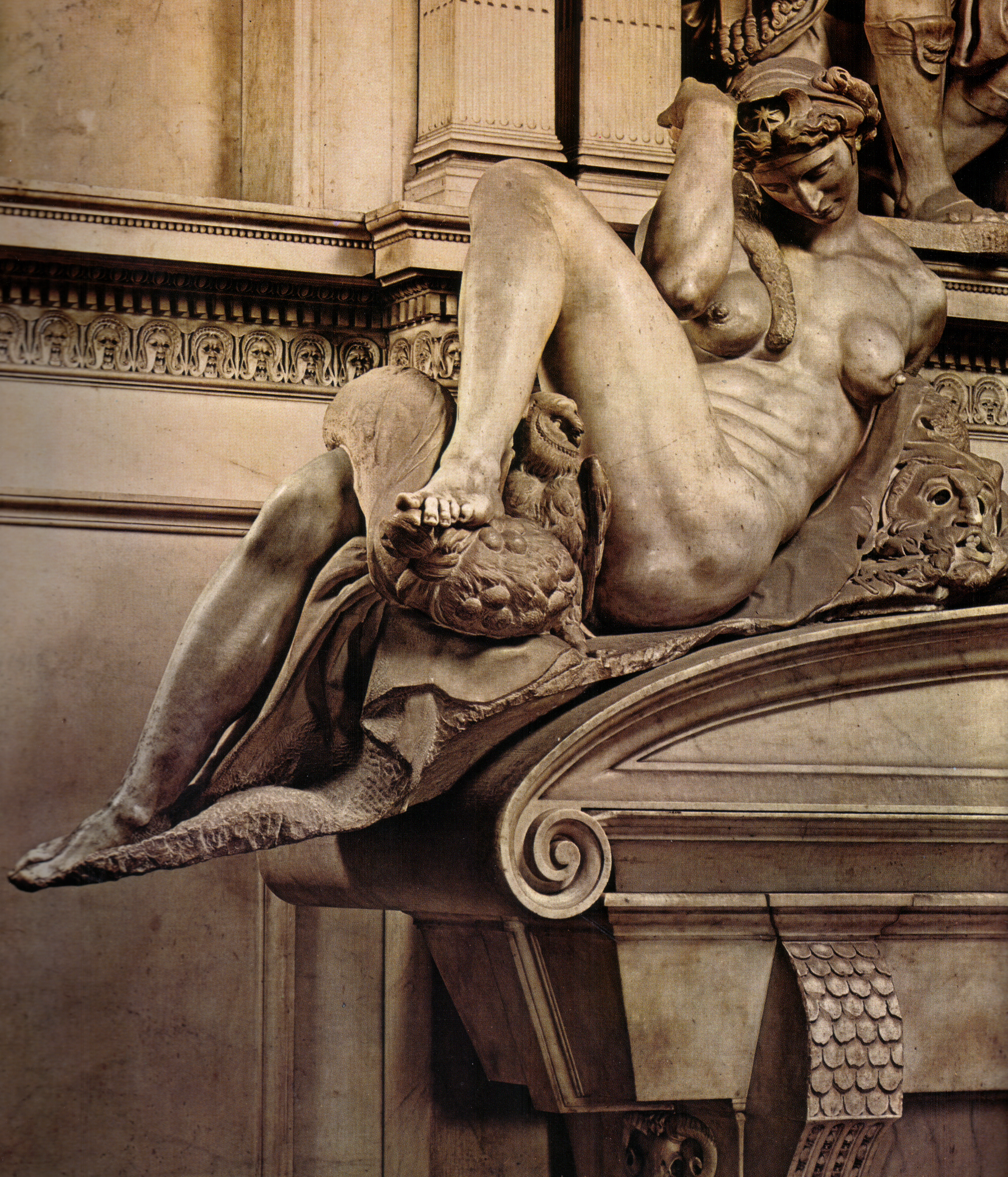
Notte
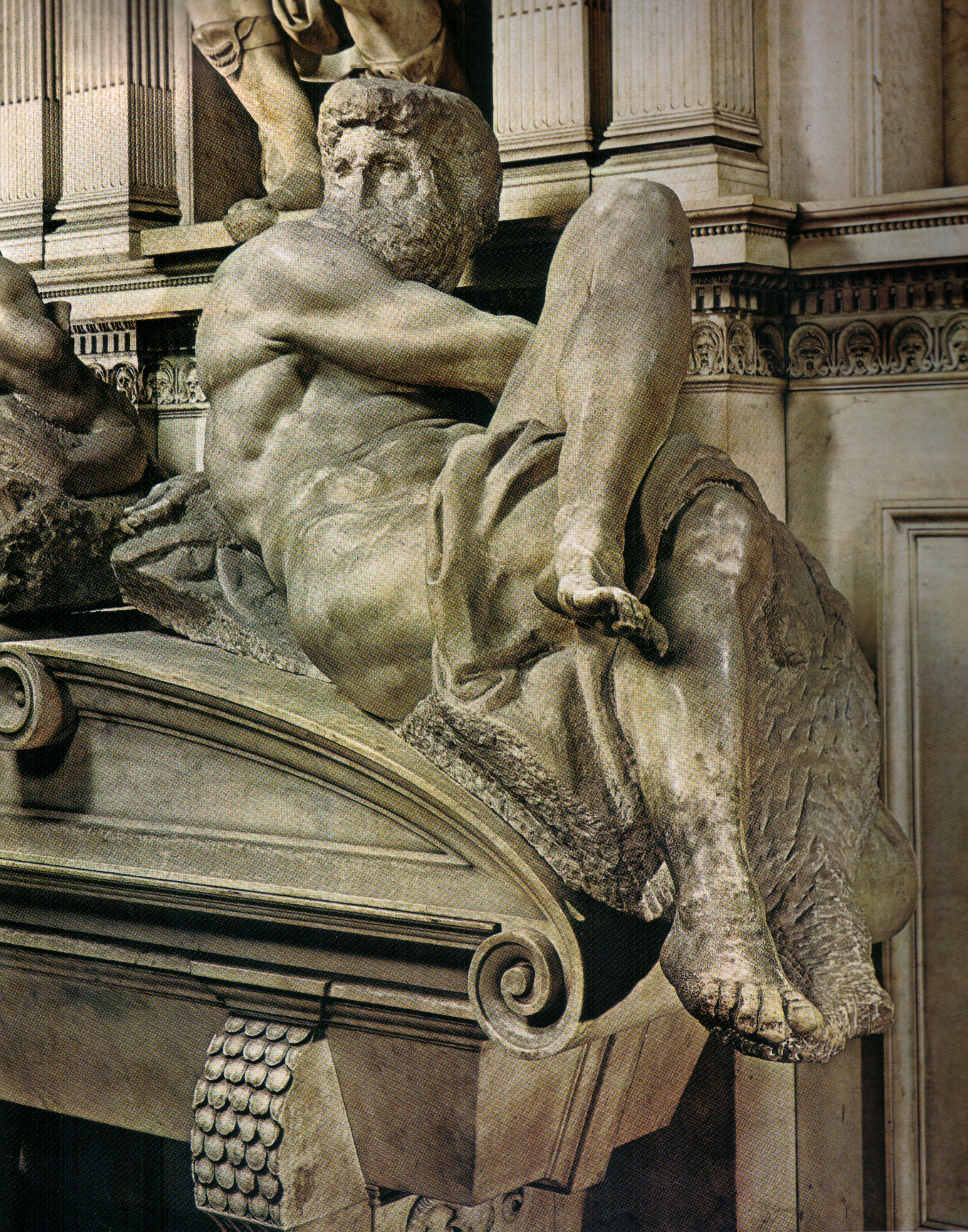
Giorno

#### Altre sculture legate alla Sagrestia Nuova
- Dio fluviale, Accademia delle arti del disegno, Firenze (1524 circa)
  - Bozzetto per un Dio fluviale, Casa Buonarroti, Firenze (1524 circa)
- Ragazzo accovacciato (forse), Ermitage, San Pietroburgo (1524 circa)

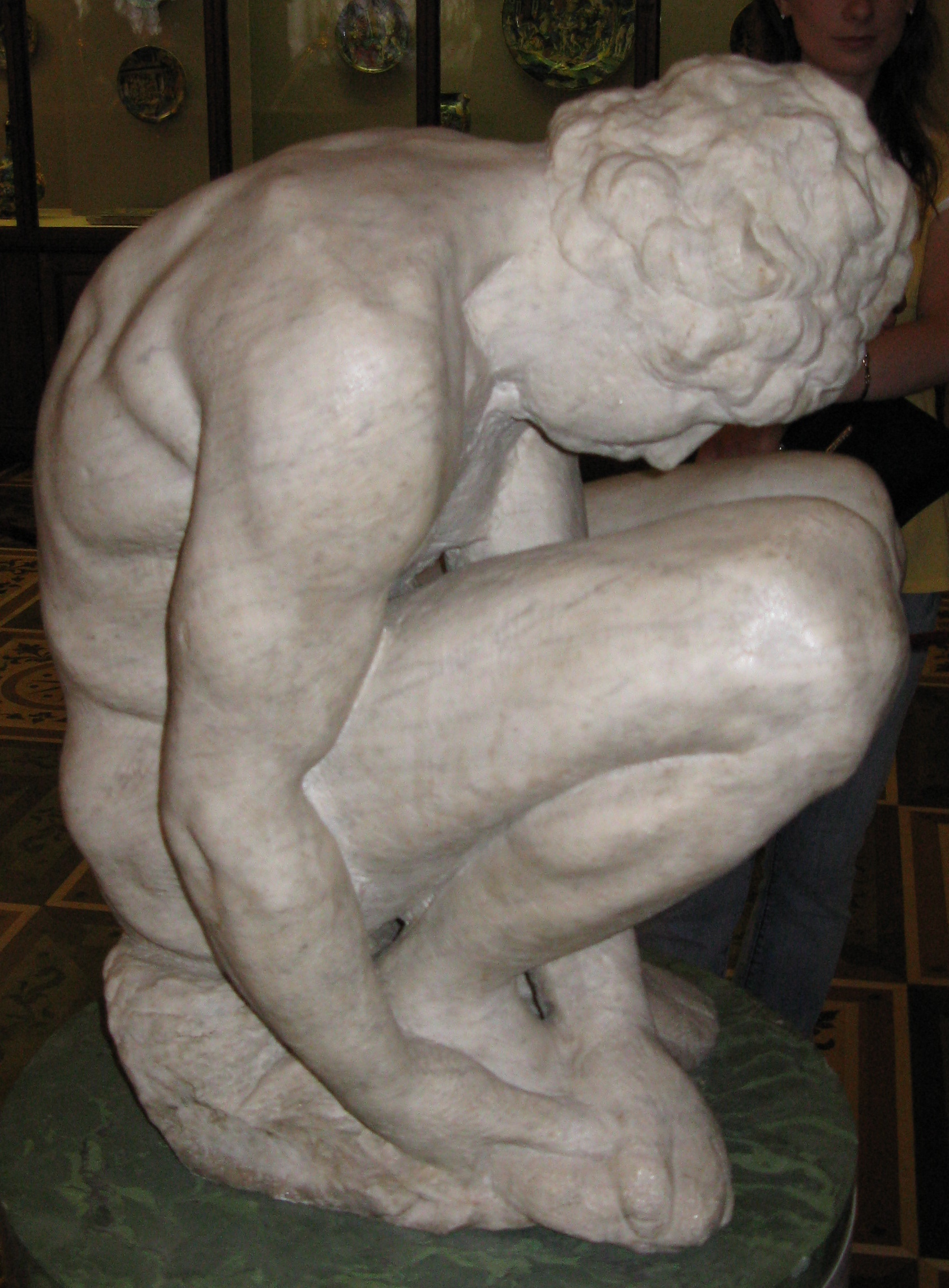
Ragazzo accovacciato
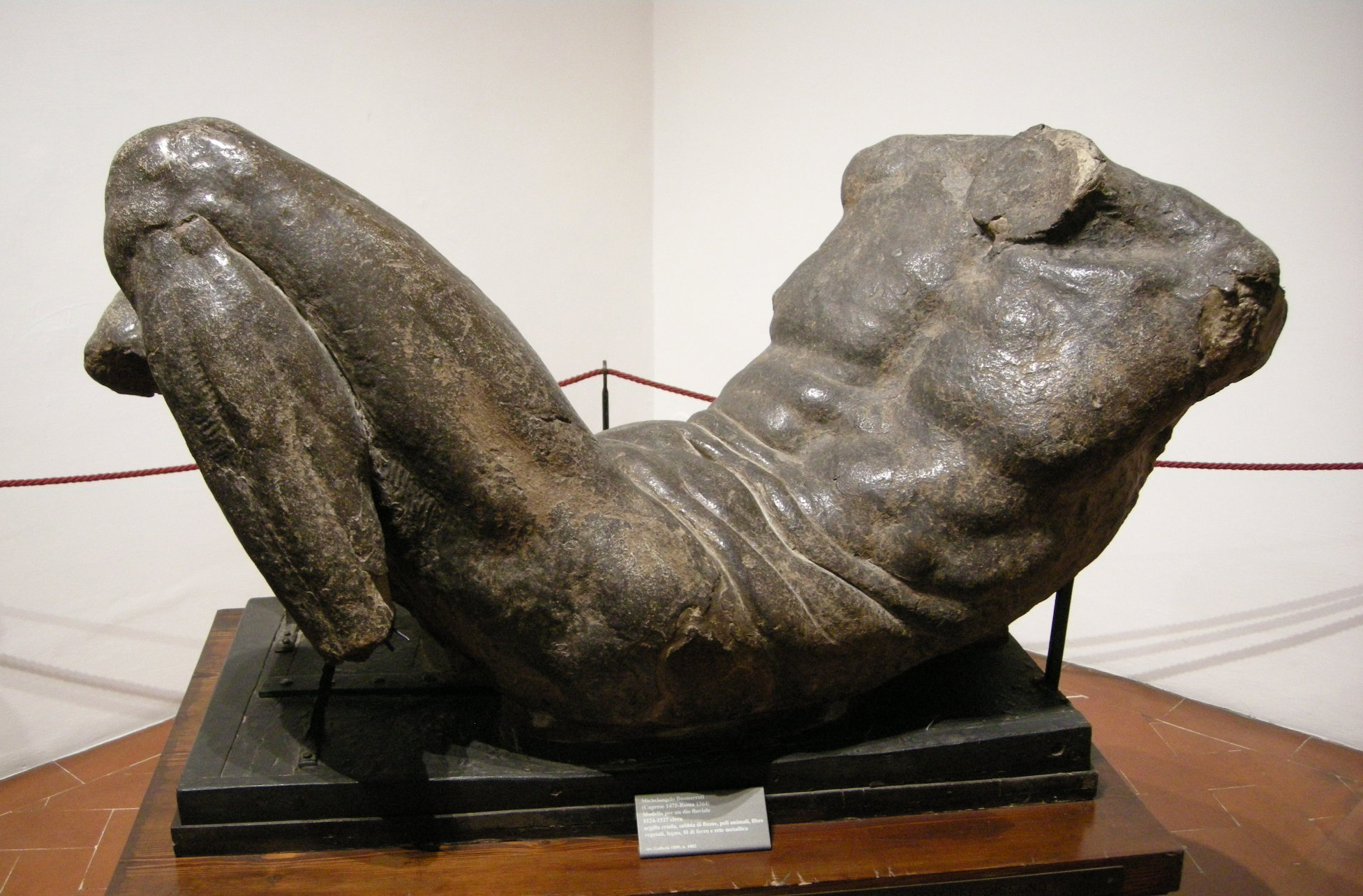
Dio fluviale
Bozzetto per un Dio fluviale

### Graffiti
Nelle pareti della scarsella sono visibili una serie di figure e motivi architettonici graffiti, riferibili agli aiutanti di Michelangelo. Da una botola nel vano a sinistra dell'altare si accede a un altro piccolo ambiente voltato a botte, dove l'artista poteva ritirarsi in solitudine. Sulle pareti di questo vano sono stati rinvenuti un cospicuo numero di disegni graffiti riferibili a Michelangelo stesso; le opere non sono visitabili per motivi di conservazione, ma sono fruibili attraverso una postazione interattiva situata dietro l'altare e in altri luoghi michelangioleschi sparsi in città.